# Please Please Me (dal)
A Please Please Me a Beatles együttes 1963-ban megjelent kislemeze, melynek B oldalán az Ask Me Why volt hallható. A dal szerzői John Lennon és Paul McCartney voltak, producere pedig George Martin volt. A dal (és a kislemez) 1982. december 6.-án ismét megjelent.

## Történet
Lennon saját bevallása szerint az Only the Lonely c. Roy Orbison-dal nagyban inspirálta a Please Please Me-t. A dal sokat merített még a Gerry and the Pacemakers How Do You Do It? című dalából.
A dal később az együttes debütáló nagylemezének a címadó dala lett.

## Közreműködött
- Ének: John Lennon
- Háttérvokál: Paul McCartney, George Harrison

Hangszerek:
- John Lennon: ének, ritmusgitár, harmonika
- Paul McCartney: basszusgitár, háttérvokál
- George Harrison: gitár, háttérvokál
- Ringo Starr: dobok